# 四溴化钍
四溴化钍是一种无机化合物，化学式为ThBr4。

## 制备
它可由二氧化钍、溴和碳在800~900 °C反应得到。这种方法会产生α和β型溴化钍的混合物。纯α型的产物通过长时间于330~375 °C加热混合物得到。纯β型则是将产物加热至470 °C，然后在冰水中迅速降温得到。
{\displaystyle \mathrm {ThO_{2}+2\ C+2\ Br_{2}\longrightarrow ThBr_{4}+2\ CO} }
四溴化钍也可由钍和溴的反应制得。氢氧化钍和氢溴酸反应，从溶液中可以结晶出水合物。

## 性质
四溴化钍存在低温的α型和高温的β型，它们都是白色潮解性固体，极易溶于水、乙醇和乙酸乙酯。它在标准状况下可以和氟气反应，加热时和氯气或氧气反应。β型溴化钍在室温时是介稳的，经过10至12周转化为α型，而α型至β型的转变在420 °C左右发生。α型溴化钍是正交晶系晶体，而β型溴化钍是四方晶系晶体，空间群I41/amd。它的一些水合物是已知的，这些水合物加热生成溴氧化钍。

## 拓展阅读
- Kulyukhin, S. A.; Kamenskaya, A. N.; Mikheev, N. B.; Rumer, I. A.; Novichenko, V. L.; Kazakevich, M. Z. Reduction of thorium and protactinium to the oxidation state 3+ in tetrahydrofuran solutions. Radiochemistry (Moscow)(Translation of Radiokhimiya), 1997. 39 (6): 501-503. ISSN: 1066-3622. CODEN: RDIOEO.